# Zàynab bint Muhàmmad
Zàynab bint Muhàmmad (àrab: زينب بنت محمد, Zaynab bint Muḥammad) (segurament la Meca, c. 600 - Medina, c. 629) fou una filla de Mahoma i de la seva primera esposa Khadija bint Khuwàylid, suposadament la més gran dels fills del Profeta.
Es va casar amb el seu cosí matern Abu-l-As ibn ar-Rabí, un home ric dels quraixites del clan Abd-Xams. Durant l'Hègira va romandre a Taizz. El seu marit no es va fer musulmà i va acabar presoner a Badr, per la qual cosa Zàynab va haver de pagar-ne el rescat. Mahoma, però, només el va alliberar amb la condició que Zàynab anés a Medina. De camí, va patir una caiguda que la va fer avortar.
El seu marit fou fet presoner altre cop el 627, en l'expedició a al-Is, i fou alliberat per intercessió de Zàynab i finalment es va fer musulmà el 628.
Zàynab va morir a Medina el 629 deixant dos fills: Alí ibn Abi-l-As, mort jove, i Umama bint Abi-l-As, que es va casar amb Alí ibn Abi-Tàlib a la mort de Fàtima az-Zahrà.